# Минеральные Воды
Минера́льные Во́ды — город на юге России, в Ставропольском крае. Административный центр Минераловодского района (муниципального округа). Город краевого значения.
Входит в состав эколого-курортного региона Кавказские Минеральные Воды.

## Варианты названия
- Минводы (комбинированная аббревиатура)[8]

## География
Город расположен в долине реки Кумы, в 172 км на юго-восток от краевого центра города Ставрополя. В городе расположены аэропорт, связывающий район Кавказских Минеральных Вод с другими регионами России, узловая железнодорожная станция Северо-Кавказской железной дороги на участке Армавир — Прохладная Кавказского железнодорожного хода с ответвлением на Кисловодск, автомагистраль федерального значения «М-29 Кавказ». Отсюда можно попасть в города-курорты Железноводск, Пятигорск, Ессентуки, Кисловодск, а также в город Лермонтов.
Город стоит у подножия горы Змейка, бо́льшую часть которой занимает территория Бештаугорского лесного массива, а часть со стороны города представляет собой грозный вид скал и карьеров, соединённых серпантином старых дорог. В середине прошлого века здесь активно разрабатывалась строительная порода, работал камнеобрабатывающий завод. В хорошую погоду из города видны вершины Эльбруса, до которого по прямой 91 км. Из города к нему можно отправиться на экскурсионном автобусе, по автодорогам это расстояние увеличится до 250 км.
Реки
Кума, Суркуль, Джемуха.

## Климат
Климат города сравнительно сухой, сюда не доходят влажные воздушные массы с Чёрного моря, они задерживаются Главным Кавказским хребтом. Климат города Минеральные Воды отличается контрастностью — лето жаркое, сухое, зима слабо-морозная. Ясно выражены весна и лето. Самые холодные месяцы — январь и февраль, самые тёплые — июль и август. Весна начинается в конце февраля.
Лето начинается в начале мая. Оно тёплое и продолжительное (около 140 дней). Осень начинается в начале октября. Лучшее время года для отдыха и путешествий — осень. Она бывает солнечная, сухая, богатая плодами и яркими красками пейзажей. Осадки на территории города выпадают крайне неравномерно по сезонам года и составляют от 300 мм до 600 мм в год.
Город Минеральные Воды находится в основном в зоне степей. Равнины здесь давно освоены, распаханы и застроены, целинные участки с серебристым ковылём сохранились лишь маленькими фрагментами вдоль обочин дорог. Здесь на почвах кроме ковыля растут типчак, тонконог, пырей, по весне синеет вероника, летом появляются седые листочки дубровника белевойлочного, жёлтые корзинки девясила, колючие розетки зопника. У подножия горы на солонцеватых почвах обильно встречаются полынь крымская, кохия стелющаяся и кермек. Животный мир территории значительно сокращён и изменён человеком. На степных участках изредка можно увидеть зайца русака, тушканчика, серого хомячка, ежа, степного хорька. Обитают тут мыши-полёвки. Курганчики земли выстроены в ряд, что свидетельствует о подземных работах слепыша обыкновенного. А также встречаются орёл, ястреб, сыч и сова.
| Показатель                    | Янв.  | Фев.  | Март  | Апр. | Май  | Июнь | Июль | Авг. | Сен. | Окт.  | Нояб. | Дек.  | Год   |
| ----------------------------- | ----- | ----- | ----- | ---- | ---- | ---- | ---- | ---- | ---- | ----- | ----- | ----- | ----- |
| Абсолютный максимум, °C       | 19,5  | 22,3  | 30,3  | 34,5 | 34,9 | 37,5 | 40,2 | 41,1 | 38,8 | 34,1  | 25,8  | 20,5  | 41,1  |
| Средний суточный максимум, °C | 1,6   | 3,5   | 9,4   | 17,0 | 22,2 | 27,5 | 30,8 | 30,3 | 24,6 | 17,2  | 8,6   | 3,3   | 16,6  |
| Средняя температура, °C       | −2,5  | −1,6  | 3,6   | 10,3 | 15,5 | 20,6 | 23,6 | 22,4 | 17,5 | 10,6  | 3,6   | −1    | 10,3  |
| Средний суточный минимум, °C  | −5,5  | −5,1  | −1    | 4,6  | 9,1  | 14,4 | 16,6 | 16,4 | 11,1 | 6,0   | 0,2   | −4,4  | 5,5   |
| Абсолютный минимум, °C        | −33,3 | −31,6 | −23,8 | −7,6 | −2,9 | 3,2  | 7,5  | 4,2  | −4,6 | −17,7 | −23,6 | −31,5 | −33,3 |
| Норма осадков, мм             | 19    | 18    | 32    | 54   | 68   | 81   | 66   | 43   | 37   | 38    | 30    | 26    | 508   |
| Источник: Погода и климат     |       |       |       |      |      |      |      |      |      |       |       |       |       |

## История
Своим рождением город обязан строительству Ростово-Владикавказской железной дороги (строительство было завершено в 1875 году). Узловая станция с ответвлением на Кисловодск получила название Султановская, поскольку находилась на землях, принадлежавших с 1826 года ногайскому султану Менгли-Гирею и его потомкам. В то время в полосе отчуждения (территории, принадлежавшей акционерному обществу железной дороги, ограниченной бетонной стеной), проживали около 500 рабочих, обслуживавших местное паровозное депо, станцию и другие железнодорожные предприятия. А рядом, на землях султана Джанбек-Гирея, с его согласия вскоре обосновались новые поселенцы. Это были в основном кустари-ремесленники и торговцы, поставлявшие свои изделия и товары железнодорожникам. Поселенцы подали ходатайство властям об образовании посёлка. В 1878 году посёлок получил юридический статус и название Султановский.
17 мая 1894 года открылось регулярное движение поездов на участке Минеральные Воды — Кисловодск.
В 1906 году посёлок Султановский был переименован в Илларионовский  — в честь назначенного наместником Кавказа графа И. И. Воронцова-Дашкова.
В 1915 году Кавказско-минераловодской телефонной сетью открыто телефонное сообщение Пятигорска с Минеральными Водами.
В октябре 1921 года посёлок и станция были объединены и стали городом Минеральные Воды с населением 14 тыс. чел..
В 1929—1930 годах появились предприятия по добыче и переработке нерудных материалов — камнедробильный завод «Змейка» и рудник «Бештаунит». После постройки аэропорта в 1925 году город стал важным пунктом на главных воздушных магистралях СССР. В 1924 году Декретом ВЦИК был образован Минераловодский район.
Феодосий Кавказский (1868—1948) с 1931 по 1948 год жил в Минеральных Водах, после возвращения с Соловецких островов приняв подвиг юродства. В последние годы он жил с послушницами в небольшом сыром доме с низкими потолками. В декабре 1994 года в Ставропольском епархиальном управлении на епархиальном совете был поднят вопрос об изучении жизни иеросхимонаха Феодосия и о народном почитании его как угодника Божия. Мощи Святого Преподобного Феодосия Кавказского находятся в храме Покрова Пресвятой Богородицы.
В 1933 году минераловодский педагогический техникум перевели в селение Каррас.
В первые дни Великой Отечественной войны 18 тысяч минераловодчан ушли на фронт. Их рабочие места заняли женщины и дети. Отдельные предприятия перешли на выпуск военной продукции. 6 269 жителей города награждены орденами и медалями, 12 человек удостоены звания Героя Советского Союза. В войне погибло 7 тысяч минераловодчан.
В ноябре 1941 года в связи с ухудшением ситуации на южном крыле советско-германского фронта началось строительство оборонительных линий. 4-е и 5-е полевые строительства противотанковых рвов (инженерное сооружение шириной 7 и глубиной 3,5 метра) и других оборонительных линий под руководством военных саперов были развернуты в районах от Мин-Вод до станицы Виноградной (Греческое, Нагутская, Марьины Колодцы, Розавка, Темпельгоф). Строительство продолжалось до февраля 1942 года включительно. Несмотря на неопытность работающих (в основном молодых женщин предприятий и учебных заведений Кавминвод), тяжелые жилищные условия и нехватку гужевого транспорта, техники, инвентаря, все мобилизованные стремились выполнить норму: выбрать за световой день по 4 куба земли.
Вечером 8 августа 1942 года 40-й немецкий танковый корпус 1-й танковой армии барона Лео-Гейр фон Швеппенбурга подошёл к северному берегу реки Кумы, где его встретили защитники города — курсанты новочеркасского кавалерийского училища.
Построенные оборонительные сооружения в районе КМВ нашими войсками заняты не были и остались неиспользованными. Сдерживая наступление курсанты училища в ожесточенных боях уничтожили 10 танков и более 200 солдат и офицеров противника. 9 августа в 19 часов училище отошло в направлении станицы Лысогорской.
10 августа город был занят войсками нацистской Германии. Железнодорожная станция «Минеральные Воды» была чрезвычайно важным объектом, через неё шло обеспечение немецких войск, наступающих на Владикавказ и Баку. В здании железнодорожного вокзала находилась немецкая комендатура, где велись допросы. За городом, у стекольного завода был глубокий противотанковый ров, у которого ежедневно велись массовые убийства мирных жителей. Там было убито и захоронено около шести тысяч человек со всех Кавказских Минеральных Вод.
В ходе Северо-Кавказской операции 11 января 1943 года в город вдоль железнодорожной ветки со стороны Прохладного ворвался советский танковый батальон под командованием капитана В. Я. Петрова из 52-й танковой бригады, наступавший в направлении железнодорожной станции, где были сосредоточены основные силы противника. Одновременно к городу подошли стрелковые части. Советские войска заблокировали на станции несколько составов с немецкой техникой, обмундированием и продовольствием. Весь день на подступах к городу шёл бой, в ходе которого советские войска охватили его с трёх сторон. Избегая окружения, в ночь на 12 января немецкие войска поспешно оставили Минеральные Воды, бросив много техники и все склады. На улице «50 лет октября» находится мемориал танкистов с танком Т-34-85.
После войны Минеральные Воды стали одним из крупнейших городов Ставрополья.
2 ноября 1956 года город Минеральные Воды отнесён к городам краевого подчинения.
5 июня 1964 года Совет Министров РСФСР постановил ограничить прописку граждан в городах-курортах Пятигорске, Кисловодске, Железноводске, Ессентуках, Минеральных Водах и прилегающих к ним населённых пунктах Ставропольского края.
На 1 января 1983 года в подчинении Минераловодского горсовета находился Левокумский сельсовет, в состав которого входили село Левокумка (центр) и хутор Садовый:30.
9 ноября 1991 года Шамиль Басаев совершил свой первый теракт, угнав самолёт из аэропорта Минеральных Вод. Самолёт со 178 заложниками на борту должен был лететь в Екатеринбург, однако Басаев приказал лётчикам держать курс на Анкару. Никто не погиб, Басаев возвращён в Чечню.
24 марта 2001 года в Минеральных Водах был совершён террористический акт — взрыв рядом с центральным рынком города.

## Символика
Впервые вопрос создания символики города был поднят во второй половине 1960-х годов. В июле 1965 года газета «Кавказская здравница» опубликовала коллективное письмо, подписанное сотрудниками Пятигорского музея на Кавминводах, а также председателем Кавминводского отделения Союза архитекторов СССР В. Фуклеевым и главным архитектором Пятигорска Б. Абидовым, которые обращались к читателям с просьбой высказать своё мнение о необходимости разработки гербов Кисловодска, Ессентуков, Железноводска, Минеральных Вод и других городов, находящихся в составе Кавказских Минеральных Вод. Вскоре на страницах этого издания появились первые отклики и предложения жителей курортного региона, в том числе минераловодского геодезиста Б. Иванцова, представлявшего эмблему своего города следующим образом: «На первом плане … электровоз, а вверху — парящий реактивный пассажирский самолёт… Слева и справа — горы. Фоном пусть будет панорама Кавказского хребта с красавцем Эльбрусом». Впоследствии похожее изображение получило распространение на одном из коллекционных значков так называемой «Пятигорской серии», выпускавшейся несколькими сувенирными фабриками в городе Пятигорске. При этом, по данным Российского центра флаговедения и геральдики, «герб города в таком виде не существовал и не утверждался».
В начале 1971 года Минераловодским горкомом КПСС и исполкомом городского совета был объявлен конкурс на лучший эскиз герба Минеральных Вод, информация о котором появилась на первой странице январского номера «Кавказской здравницы». Однако в итоге неофициальным символом столицы Минераловодского района стала юбилейная эмблема, разработанная в 1998 году (к 120-летию основания города) местным художником С. Н. Валуйским: «В червлёном щите, в круге на золотом основании — гора, один склон которой зелёный, а другой чёрный. Вокруг горы символика авиации, транспорта, золотой колос и фрагмент шестерёнки». Главная фигура — гора — ассоциировалась с природной достопримечательностью Минеральных Вод — горой Змейкой; остальные фигуры обозначали размещённые в черте города международный аэропорт, железнодорожную станцию и промышленные объекты (в частности авиаремонтный завод 411ГА). В сентябре 1998 года изображение данной эмблемы появилось на символической стеле при въезде в Минеральные Воды, построенной по проекту главного архитектора города Л. Г. Сёмина.
В ходе муниципальной реформы город Минеральные Воды был наделён статусом городского поселения и, как муниципальное образование, получил право на собственный герб и другие официальные символы, отражающие исторические, культурные, социально-экономические, национальные и иные местные традиции. Работа над новой символикой началась в 2010 году. Необходимость её создания, как отмечалось в программе социально-экономического развития города Минеральные Воды на 2011—2015 годы, была обусловлена тем, что «имеющаяся символика не утверждена по геральдической иерархии, не зарегистрирована официально и морально устарела».
24 июня 2010 года на заседании геральдической комиссии при губернаторе Ставропольского края были рассмотрены 10 проектов герба города Минеральные Воды, разработанные художником-геральдистом С. Е. Майоровым (Ставрополь) и общественным деятелем И. Х. Илиади (Минеральные Воды). По итогам обсуждения члены комиссии рекомендовали городской администрации для утверждения вариант № 10 «с изображением вилообразного креста с орлом и восходящим из основания щита солнцем», охарактеризовав его как «наиболее приемлемый и геральдически правильный».
25 февраля 2011 года решением городской Думы был определён состав комиссии, которая занималась разработкой эскиза герба и флага города. В марте того же года в здании администрации города прошли публичные слушания по обсуждению эскиза герба и флага — официальной символики города Минеральные Воды. В качестве варианта герба, взятого за основу, был выбран проект, исполненный С. Е. Майоровым: «В лазоревом поле щита серебряный, опрокинутый повышенный вилообразный крест, поверх него — летящий вправо чёрный орёл с воздетыми крыльями, имеющий золотые: глаз, клюв, лапы, когти, в лапах ключ того же металла. Внизу — возникающее золотое солнце (без личины)».
Предложенный проект герба выражал такие особенности, как название города Минеральные Воды, его местоположение на въезде в курортный регион Кавказские Минеральные Воды и его роль главного транспортного узла Северного Кавказа. Главной фигурой герба являлся серебряный опрокинутый вилообразный крест, три луча которого, смыкаясь в центре, символизировали сходящиеся в городе три вида транспортных артерий (воздушный, железнодорожный, автомобильный). Крест также рассматривался в качестве защитного символа — как для города, так и для пассажиров этого транспортного узла. Летящий орёл с золотым ключом в лапах ассоциировался с устоявшимся символом Кавказских Минеральных Вод, ключом и вратами к которым является город Минеральные Воды. Эта же особенность города, который выполняет функции «ворот на Кавказские Минеральные Воды», нашла отражение в проёме, образуемом двумя нижними лучами креста. Основные цвета проекта герба (лазурь и серебро), соотносимые со знаками воды, усиливали символизм, заложенный в названии города, и вместе с образом восходящего из основания щита золотого солнца напоминали о том, что важной составной частью благотворного воздействия на здоровье отдыхающих на Кавказских Минеральных Водах являются минеральные источники в сочетании с солнцем и воздухом.
В процессе дальнейшего рассмотрения данный герб был отклонён администрацией города. На заседании геральдической комиссии при губернаторе Ставропольского края, состоявшемся 30 июня 2011 года, секретарь комиссии Н. А. Охонько доложил, что «началась деятельность по профанированию геральдически правильного герба в некоторое художественное полотно».
К марту 2015 года, в связи с началом «процесса активной реорганизации» в городе и районе, разработка официальной символики в Минеральных Водах была приостановлена. Однако возобновить её уже не представлялось возможным, поскольку в июне того же года все муниципальные образования, входившие в состав Минераловодского муниципального района Ставропольского края, были преобразованы, путём их объединения, в Минераловодский городской округ, в результате чего город Минеральные Воды лишился статуса городского поселения, а вместе с ним — права на герб и флаг.

## Население
| 1923    | 1926    | 1931    | 1939    | 1959    | 1967    | 1970    | 1973    | 1976    | 1979    | 1982    | 1986    | 1987    |
| ------- | ------- | ------- | ------- | ------- | ------- | ------- | ------- | ------- | ------- | ------- | ------- | ------- |
| 13 644  | ↗17 572 | ↗22 719 | ↗31 306 | ↗40 131 | ↗47 000 | ↗55 149 | ↗59 000 | ↗64 000 | ↗67 381 | ↗71 000 | ↗74 000 | ↗75 000 |
| 1989    | 1990    | 1991    | 1992    | 1993    | 1994    | 1995    | 1996    | 1997    | 1998    | 1999    | 2000    | 2001    |
| ↘70 961 | ↗81 824 | ↗83 346 | ↗84 537 | ↗85 563 | ↗86 467 | ↗87 068 | ↗87 884 | ↗88 272 | ↗88 288 | ↘88 149 | ↗88 552 | ↗88 597 |
| 2002    | 2003    | 2004    | 2005    | 2006    | 2007    | 2008    | 2009    | 2010    | 2011    | 2012    | 2013    | 2014    |
| ↗89 051 | ↗89 068 | ↗89 336 | ↘89 222 | ↘89 209 | ↘89 017 | ↘76 700 | ↗76 757 | ↘76 728 | ↘76 696 | ↘76 441 | ↘76 291 | ↘76 205 |
| 2015    | 2016    | 2017    | 2018    | 2019    | 2020    | 2021    | 2023    | 2024    | 2025    |         |         |         |
| ↘75 974 | ↘75 620 | ↘75 381 | ↘74 758 | ↘74 141 | ↘73 925 | ↘70 485 | ↘69 569 | ↘69 082 | ↘68 761 |         |         |         |

На 1 января 2025 года по численности населения город находился на 233-м месте из 1124 городов Российской Федерации.
Половой состав
По итогам переписи населения 2010 года проживали 34 737 мужчин (45,27 %) и 41 991 женщина (54,73 %).
Национальный состав
По итогам переписи населения 2010 года проживали следующие национальности (национальности менее 1 %, см. в сноске к строке «Другие»):
| Национальность | Численность | Процент |
| -------------- | ----------- | ------- |
| Русские        | 63 369      | 82,59   |
| Армяне         | 6668        | 8,69    |
| Украинцы       | 1014        | 1,32    |
| Греки          | 854         | 1,11    |
| Другие         | 4823        | 6,29    |
| Итого          | 76 728      | 100,00  |

## Административное деление
В состав города Минеральные Воды входит микрорайон (бывший посёлок) Евдокимовский. Посёлок Евдокимовский был образован 7 июля 1861 года. Снят с учёта 1 июня 1963 года.

## Здравоохранение
- ГБУЗ СК «Минераловодская районная больница»[73], включающая стационар с десятью отделениями (ул. Кисловодская,59), поликлинику (ул. Горская,76), поликлинику № 2 (ул. Железнодорожная,26а), детскую поликлинику (ул. Пушкина,54б), стоматологическую поликлинику(ул. 50 лет Октября,67) и станцию скорой медицинской помощи (ул. Гагарина, 67а).
- ЧУЗ КБ «РЖД Медицина» г. Минеральные Воды[74], включающая стационар (ул. Советская,61), поликлинику № 1 (ул. Советская,61) и поликлинику № 2 (ул. Ленина,18).

## Связь
Интернет
Кавказ Интернет Сервис, Пост Лтд, Бока и Ко, Ростелеком, Билайн, МТС, Сибирский медведь
Проводной телефон
Ставропольский филиал Ростелекома
Сотовая связь 2G/3G/4G
МегаФон, Билайн, МТС, Yota

## Образование
Дошкольное образование
- В городе имеется 20 дошкольных образовательных учреждений различного типа.

Среднее общее образование
- В городе работают 10 средних общеобразовательных учреждений, в том числе 6 средних общеобразовательных школ, две гимназии (№ 2 и 103) и 2 лицея (№ 3 и 104).

Дополнительное образование
- Дом детского творчества. Открыт 23 октября 1955 года как Дом пионеров[22]
- Центр дополнительного образования
- Детско-юношеская спортивная школа
- Детская школа искусств им. Д. Б. Кабалевского
- Детская художественная школа
- Детская музыкальная школа

Среднее профессиональное образование
- Ставропольский краевой музыкальный колледж им. В. И. Сафонова. Открыт 19 апреля 1969 года как Минераловодское музыкальное училище[75]
- Минераловодский региональный многопрофильный колледж
- Минераловодский колледж железнодорожного транспорта. Открыт 14 октября 1922 года как Фабрично-заводское училище на базе Ми-нераловодского паровозного депо[76]
- Социально-экономический колледж «Перспектива»
- Минераловодский филиал ростовского торгово-экономического техникума
- Минераловодская техническая школа ДОСААФ России. Открыта 15 мая 1969 года как техническая школа ДОСААФ[77]

Высшее профессиональное образование
- Северо-Кавказский филиал Белгородского государственного технологического университета им. В. Г. Шухова
- Филиал Ростовского государственного университета путей сообщения
- Северо-Кавказский институт — филиал Московского гуманитарного экономического института

## Культура
- Дворец культуры. Открыт 1 марта 1967 года как Дворец культуры железнодорожников[78]
- Центральная городская библиотека им. Котовской[79]
- Детская библиотека. Открыта 27 мая 1947 года[80]

## Экономика и производство
В городе расположены более 30 крупных и средних предприятий и организаций. Среди них:
- Минераловодский хлебокомбинат. Открыт в 1966 году[81];
- водная компания «Старый источник»;
- предприятие по выпуску и розливу воды «Дон»;
- Издательство «Кавказская здравница». Образовано 28 апреля	1972 года[82];
- Минераловодская типография;
- Типография «Лотос»;
- Предприятие «Ставропласт» (производство пластмассовых изделий). Открыто 30 декабря 1972 года как завод «Сувенир»[80];
- Минераловодский водоканал. Открыт 18 мая 1965 года[22];
- Минераловодский завод виноградных вин. Открыт 31 октября 2006 года[81];
- Предприятие «Кавминстекло». Основано в 1898 году как завод стеклотары[83];
- Другие предприятия и организации: Минераловодский камнеобрабатывающий завод, филиал Иркутского завода сборного железобетона, предприятия «Ставропольснаб», «S7 Инжиниринг», «Лайнер», «БаТ», «Аскания Аква», «Пивоварня — КМВ», меховая компания «Рокар», кондитерский цех «Сладкий мир»[84];
- Минераловодский филиал S7 Technics. Комплекс по техобслуживанию реактивных авиадвигателей. Создан 15 июля 2010 года на базе бывшего завода № 411 гражданской авиации[85];
- ООО «Стройтранс». Основано 24 февраля 2002 года[80];
- Кирпично-черепичный завод. Упоминается в 1944 году[86].;
- Мясокомбинат. Упоминается в 1947 году[86].

## Транспорт
Воздушный транспорт
В западной части территории города расположен международный аэропорт 1 класса «Минеральные Воды», откуда осуществляются пассажирские перевозки воздушным транспортом.
Железнодорожный транспорт
В городе расположены железнодорожная станция Минеральные Воды с предприятиями железнодорожной инфраструктуры, входящие в состав Минераловодского региона Северо-Кавказской железной дороги. Станция Минеральные Воды является основной пассажирской станцией в курортной зоне Кавказских Минеральных Вод.
Автомобильный транспорт
Минеральные Воды являются центром международных автомобильных перевозок в Северо-Кавказском федеральном округе. Через город проходят автомобильная дорога федерального значения Р217 «Кавказ», а также автомагистрали регионального и местного значения.
В городе расположен автовокзал «Кавминводыавто», откуда осуществляются регулярные автобусные рейсы (междугородные, межмуниципальные) в различные города и населённые пункты Ставропольского края, субъекты Северо-Кавказского, Южного федерального округа и другие.
Общественный транспорт
Общественный транспорт Минеральных Вод представлен автобусами малой вместимости (маршрутными такси) и частными такси, обслуживающими городские и пригородные маршруты.
Реестр регулярных автобусных маршрутов на территории Минераловодского городского округа:
- № 1 ж.д. вокзал — пос. Кумской
- № 2 ж.д. вокзал — пос. Анджиевский
- № 2А ж.д. вокзал — пос. Анджиевский (ул. Красногвардейская)
- № 3 ж.д. вокзал — с. Левокумка
- № 3 А ж.д. вокзал — с. Левокумка
- № 5 ж.д. вокзал — ЗАО Ставропольснаб
- № 5 А ж.д. вокзал — желатиновый завод
- № 6 ж.д. вокзал — АРЗ — 5-й километр
- № 6 А ж.д. вокзал — 5-й километр
- № 8 ж.д. вокзал — 2-й микрорайон
- № 11 ж.д. вокзал — Аэропорт
- № 13 ж.д. вокзал — пос. Евдокимовский
- № 14 ж.д. вокзал — пос. Евдокимовский
- № 16 ж.д. вокзал — рынок
- № 17 ж.д. вокзал — х. Красный Пахарь
- № 101 ж.д. вокзал — Пионерская (пос. Новотерский)
- № 102 ж.д. вокзал — пос. Загорский
- № 102 А ж.д. вокзал — микрорайон — пос. Загорский
- № 103 ж.д. вокзал — х. Возрождения
- № 104 Автовокзал — с. Побегайловка
- № 105 ж.д. вокзал — с. Канглы
- № 106 Автовокзал — село Прикумское
- № 108 Автовокзал — с. Гражданское
- № 110 ж.д. вокзал — с. Ульяновка
- № 111 ПАТП —дачи канал «Широкий»— с. Марьины Колодцы
- № 112 ж.д. вокзал — х. Славянский
- № 113 ж.д. вокзал — с. Марьины Колодцы
- № 113А Автовокзал — с. Сухая Падина — с. Марьины Колодцы
- № 114 Автовокзал — с. Греческое
- № 115 Автовокзал — х. Перевальный
- № 116 Автовокзал — с. Нагутское
- № 121 ж.д. вокзал — х. Садовый
- № 121 А жд. вокзал — микрорайон — х. Садовый
- № 122 ж.д. вокзал — п. Бородыновка
- № 232 Автовокзал — с. Нижняя Александровка
- № 223 ж.д. вокзал — г. Пятигорск

## Спорт
- Стадион «Локомотив»
- ФОЦ «Минеральные Воды»

## Религия
Русская православная церковь
- Свято-Никольская церковь — ул. Свободы, 94. Храм был построен в 1950 году и освящён в честь Покрова Божьей Матери. 19 ноября 1997 году распоряжением митрополита Гедеона переименован в честь святителя Николая (в связи с завершением строительства нового храма Покрова Божьей Матери в городе Минеральные Воды)
- Собор Покрова Пресвятой Богородицы — ул. Пятигорская, 35. Освящён 14 октября 1997 года[76]. В августе 1998 года в Собор Покрова Пресвятой Богородицы торжественным крестным ходом были перенесены мощи Святого Феодосия Кавказского[90]
- Храм Благовещения Пресвятой Богородицы — Школьная ул., 2а. Храм построен на месте сквера во дворе Музыкального колледжа им. В. И. Сафонова. Сквер в свою очередь был разбит на месте разрушенного в 30-е годы XX века Покровского храма
- Храм Святым Царственным Страстотерпцам

Церковь адвентистов седьмого дня
Церковь Адвентистов Седьмого Дня расположена на ул. Свободы, 95
Церковь евангельских христиан-баптистов
Молитвенный дом баптистов расположен по ул. Кнышевского, 67

## Люди, связанные с городом
- Бибик, Алексей Павлович — писатель, с середины 1950-х и до своей смерти жил Минеральных Водах.
- Носыч Василий Николаевич — участник Великой Отечественной войны, полный кавалер ордена Славы.
- Ротенко, Андрей Иванович — Герой Советского Союза. Похоронен на гражданском кладбище города Минеральные Воды[91].
- Скориков Пётр Моисеевич (1918-) — Почётный гражданин города Минеральные Воды[83].
- Суворов Сергей Николаевич (1918—1963) — участник Великой Отечественной войны 1941—1945 гг, Герой Советского Союза, с 1947 года проживал в Минеральных Водах[92].
- Шеин, Григорий Андреевич (1926) — участник Великой Отечественной войны 1941—1945 гг., кавалер орденов Славы III степени и Отечественной войны II степени[71].

## Памятники
- Братская могила красным партизанам, погибшим в гражданскую войну 1918—1920 гг[93].

- Памятник В. И. Ленину — пересечение проспектов Карла Маркса и XXII партсъезда. Был установлен 5 ноября 1960 года.
- Памятник-мемориал «Огонь Вечной Славы» воинам, погибшим в годы Великой Отечественной войны 1941—1945 годов. Открыт 9 мая 1976 года[71].
- Памятник генералу Ермолову.
- Памятник танкистам на реке Джемуха.
- Памятник преподобному Сергию Радонежскому, установленный в декабре 2014 года.
- Памятник Петру и Февронии у входа в местное отделение ЗАГСа, установленный 9 июля 2013 года.
- Самолёт Миг-17.
- Памятник А. С. Пушкину.
- Танк Т-34

## Достопримечательности
- Музей авиационной техники на территории завода № 411 Гражданской Авиации[94].